# Astipalea (gmina)
Astipalea (gr. Δήμος Αστυπάλαιας, Dimos Astipaleas) – gmina w Grecji, w administracji zdecentralizowanej Wyspy Egejskie, w regionie Wyspy Egejskie Południowe, w jednostce regionalnej Kalimnos. W jej skład wchodzi między innymi wyspa Astipalea. Siedzibą gminy jest Astipalea. W 2011 roku liczyła 1334 mieszkańców.